# Helena Rosendahl Bach
Helena Rosendahl Bach (12 giugno 2000) è una nuotatrice danese, specializzata nello stile farfalla.

## Biografia
Tra il 2021 ed il 2024 ha conquistato un argento mondiale e tre argenti europei (due in vasca corta, uno in vasca lunga), tutti nei 200 metri farfalla. Sempre nel 2024 prende parte agli europei di Belgrado, dove vince la medaglia d'oro nella medesima specialità ed un bronzo nella staffetta 4x100 metri misti.

## Palmarès
- Mondiali

Doha 2024: argento nei 200m farfalla
- Europei

Roma 2022: argento nei 200m farfalla
Belgrado 2024: oro nei 200m farfalla, bronzo nella 4x100m misti.
- Europei in vasca corta:

Kazan 2021: argento nei 200m farfalla
Otopeni 2023: argento nei 200m farfalla